# Gran Premio de China de Motociclismo de 2005
El Gran Premio de China de Motociclismo de 2005 fue la tercera prueba del Campeonato del Mundo de Motociclismo de 2005. Tuvo lugar en el fin de semana del 29 de abril al 1 de mayo de 2005 en el Circuito Internacional de Shanghái, situado en la ciudad de Shanghái, China. La carrera de MotoGP fue ganada por Valentino Rossi, seguido de Olivier Jacque y Marco Melandri. Casey Stoner ganó la prueba de 250cc, por delante de Andrea Dovizioso y Hiroshi Aoyama. La carrera de 125cc fue ganada por Mattia Pasini, Fabrizio Lai fue segundo y Gábor Talmácsi tercero.

## Resultados MotoGP
| Pos | Piloto              | Constructor | Tiempo/Retirado | Grilla | Puntos |
| --- | ------------------- | ----------- | --------------- | ------ | ------ |
| 1   | Valentino Rossi     | Yamaha      | 50:02.463       | 6      | 25     |
| 2   | Olivier Jacque      | Kawasaki    | +1.700          | 15     | 20     |
| 3   | Marco Melandri      | Honda       | +16.574         | 2      | 16     |
| 4   | Sete Gibernau       | Honda       | +18.906         | 1      | 13     |
| 5   | Max Biaggi          | Honda       | +19.551         | 14     | 11     |
| 6   | Jurgen vd Goorbergh | Honda       | +21.622         | 19     | 10     |
| 7   | John Hopkins        | Suzuki      | +25.883         | 4      | 9      |
| DSQ | Colin Edwards       | Yamaha      | +31.033         | 13     | 8      |
| DSQ | Nicky Hayden        | Honda       | +39.299         | 5      | 7      |
| 8   | Rubén Xaus          | Yamaha      | +40.991         | 16     | 8      |
| 9   | Alex Barros         | Honda       | +44.014         | 11     | 7      |
| 10  | Loris Capirossi     | Ducati      | +44.401         | 3      | 6      |
| 11  | James Ellison       | Blata       | +53.449         | 21     | 5      |
| 12  | Toni Elías          | Yamaha      | +1:05.853       | 8      | 4      |
| 13  | Tohru Ukawa         | Moriwaki    | +1:09.480       | 18     | 3      |
| 14  | Roberto Rolfo       | Ducati      | +1:15.293       | 17     | 2      |
| Ret | Franco Battaini     | Blata       | Retirement      | 20     |        |
| Ret | Kenny Roberts Jr    | Suzuki      | Retirement      | 9      |        |
| Ret | Carlos Checa        | Ducati      | Retirement      | 7      |        |
| Ret | Troy Bayliss        | Honda       | Retirement      | 12     |        |
| Ret | Shinya Nakano       | Kawasaki    | Retirement      | 10     |        |

## Resultados 250cc
| Pos | Piloto            | Constructor | Tiempo/Retirado | Grilla | Puntos |
| --- | ----------------- | ----------- | --------------- | ------ | ------ |
| 1   | Casey Stoner      | Aprilia     | 48:07.205       | 1      | 25     |
| 2   | Andrea Dovizioso  | Honda       | +0.249          | 3      | 20     |
| 3   | Hiroshi Aoyama    | Honda       | +21.434         | 5      | 16     |
| 4   | Alex de Angelis   | Aprilia     | +28.589         | 11     | 13     |
| 5   | Sebastián Porto   | Aprilia     | +31.879         | 8      | 11     |
| 6   | Dani Pedrosa      | Honda       | +40.520         | 2      | 10     |
| 7   | Héctor Barberá    | Honda       | +46.332         | 6      | 9      |
| 8   | Simone Corsi      | Aprilia     | +1:01.615       | 9      | 8      |
| 9   | Jorge Lorenzo     | Honda       | +1:04.261       | 4      | 7      |
| 10  | Yuki Takahashi    | Honda       | +1:05.823       | 10     | 6      |
| 11  | Alex Debón        | Honda       | +1:08.145       | 14     | 5      |
| 12  | Sylvain Guintoli  | Aprilia     | +1:09.653       | 15     | 4      |
| 13  | Alex Baldolini    | Aprilia     | +2:01.116       | 16     | 3      |
| 14  | Jakub Smrž        | Honda       | +2:01.367       | 19     | 2      |
| 15  | Dirk Heidolf      | Honda       | +2:01.893       | 18     | 1      |
| 16  | Roberto Locatelli | Aprilia     | +2:05.297       | 12     |        |
| 17  | Fredrik Watz      | Yamaha      | +2:07.361       | 25     |        |
| 18  | Randy de Puniet   | Aprilia     | +2:13.455       | 7      |        |
| 19  | Gabor Rizmayer    | Yamaha      | +2:26.199       | 22     |        |
| 20  | Zi Xian He        | Yamaha      | +1 lap          | 28     |        |
| 21  | Shi Zhao Huang    | Yamaha      | +1 lap          | 26     |        |
| Ret | Mirko Giansanti   | Aprilia     | Retirement      | 21     |        |
| Ret | Andrea Ballerini  | Aprilia     | Retirement      | 17     |        |
| Ret | Radomil Rous      | Honda       | Retirement      | 20     |        |
| Ret | Grégory Leblanc   | Aprilia     | Retirement      | 23     |        |
| Ret | Steve Jenkner     | Aprilia     | Retirement      | 24     |        |
| Ret | Chaz Davies       | Aprilia     | Retirement      | 13     |        |

## Resultados 125cc
| Pos | Piloto                   | Constructor | Tiempo/Retirado | Grilla | Puntos |
| --- | ------------------------ | ----------- | --------------- | ------ | ------ |
| 1   | Mattia Pasini            | Aprilia     | 46:30.273       | 15     | 25     |
| 2   | Fabrizio Lai             | Honda       | +0.065          | 6      | 20     |
| 3   | Gábor Talmácsi           | KTM         | +4.953          | 3      | 16     |
| 4   | Thomas Lüthi             | Honda       | +5.785          | 4      | 13     |
| 5   | Tomoyoshi Koyama         | Honda       | +10.617         | 8      | 11     |
| 6   | Marco Simoncelli         | Aprilia     | +11.959         | 2      | 10     |
| 7   | Aleix Espargaró          | Honda       | +25.951         | 16     | 9      |
| 8   | Pablo Nieto              | Derbi       | +27.152         | 14     | 8      |
| 9   | Lukáš Pešek              | Derbi       | +28.154         | 7      | 7      |
| 10  | Julián Simón             | KTM         | +28.707         | 5      | 6      |
| 11  | Mika Kallio              | KTM         | +32.488         | 1      | 5      |
| 12  | Manuel Poggiali          | Gilera      | +44.317         | 17     | 4      |
| 13  | Michele Pirro            | Malaguti    | +58.618         | 11     | 3      |
| 14  | Joan Olivé               | Aprilia     | +59.376         | 27     | 2      |
| 15  | Héctor Faubel            | Aprilia     | +59.879         | 10     | 1      |
| 16  | Toshihisa Kuzuhara       | Honda       | +1:00.836       | 9      |        |
| 17  | Álvaro Bautista          | Honda       | +1:05.476       | 13     |        |
| 18  | Andrea Iannone           | Aprilia     | +1:06.354       | 21     |        |
| 19  | Raymond Schouten         | Honda       | +1:13.199       | 32     |        |
| 20  | Mike Di Meglio           | Honda       | +1:14.696       | 12     |        |
| 21  | Alexis Masbou            | Honda       | +1:42.293       | 19     |        |
| 22  | Jordi Carchano           | Aprilia     | +1:46.227       | 33     |        |
| 23  | Julián Miralles          | Aprilia     | +1:48.723       | 23     |        |
| 24  | Way On Cheung            | Honda       | +1:52.912       | 36     |        |
| 25  | Federico Sandi           | Honda       | +2:06.791       | 34     |        |
| 26  | Nicolás Terol            | Derbi       | +2:21.419       | 30     |        |
| 27  | Karel Abraham            | Aprilia     | +2:21.591       | 29     |        |
| 28  | Raffaele de Rosa         | Aprilia     | +2:24.441       | 26     |        |
| 29  | Sergio Gadea             | Aprilia     | +1 Lap          | 22     |        |
| 30  | Imre Tóth                | Aprilia     | +2 Laps         | 25     |        |
| 31  | Ho Wan Chow              | Honda       | +4 Laps         | 37     |        |
| Ret | Dario Giuseppetti        | Aprilia     | Retirement      | 28     |        |
| Ret | Sandro Cortese           | Honda       | Retirement      | 18     |        |
| Ret | Ángel Rodríguez Campillo | Honda       | Retirement      | 24     |        |
| Ret | Manuel Hernández         | Aprilia     | Retirement      | 20     |        |